# EA–6B Prowler
Az EA–6B Prowler (jelentése „csavargó”) az A–6 Intruder bázisán létrehozott kéthajtóműves, középszárnyas, rádióelektronikai hadviselésre felkészített repülőgép, melyet a Grumman (napjainkban Northrop Grumman Aerospace) fejlesztett ki az Amerikai Haditengerészet és a Tengerészgyalogság megrendelésére, ahol üzemeltetése során alapvető repülőgéptípusuk lett. Magasfokú integrált elektronikai rendszereinek köszönhetően bármilyen időjárási viszonyok között bevethető, nagy hatótávolsággal és ellentevékenységgel rendelkezik. A fedélzeti elektronikai berendezések a pilótafülke előtt lettek elhelyezve, illetve a farok felső részére került az az elektronikai műszergondola, amely később az EF–111A Raven-re is felkerült.
A repülőgép elsődleges bevetési profilja a támadó repülőgépek és a földi csapatok oltalmazása az ellenséges elektronikai aktivitás zavarásával, valamint harcászati elektronikai hírszerzés, felderítés a célterületen, legfőképpen az ellenfél korai előrejelző rádiólokátorainak (Early Warning Radar, EWR) és adatkommunikációjuk bénítása. A Boeing által fejlesztett EA–18G Growler fogja fokozatosan és folyamatosan leváltani 2009 végétől, 2010 első felétől, amely elektronikailag jóval korszerűbb és harcászatilag sokoldalúbb repülőgép, mindössze kétfős személyzettel. 
Az utolsó hordozófedélzeti Prowler az előzetes ütemtervek szerint 2012-ben kerül visszavonásra. Ezzel párhuzamosan azonban a Tengerészgyalogság hosszabb ideig fogja üzemben tartani ezt az altípust és az ICAP III segítségével saját üzemeltetési profilja szerint fogja átalakítani őket, hogy megfeleljenek az MAGTF-eknek (Marine Air-Ground Task Force, magyarul Tengerészgyalogsági repülőcsoport-csapásmérő kötelék). Rendszerazonos legyen, és képes az egyesített haderőnemi műveletek végrehajtására. Képes legyen pilótanélküli repülőgéprendszerek hordozására és az F–35 Lightning II hadrendbe állításával megfeleljen az akkori idők elvárásainak is.
Az utolsó alakulat, amely repülte a típust, a tengerészgyalogsági VMAQ–2 Death Jesters, melyet 44 év aktív szolgálat után 2019. március 08-án feloszlattak.

## Története

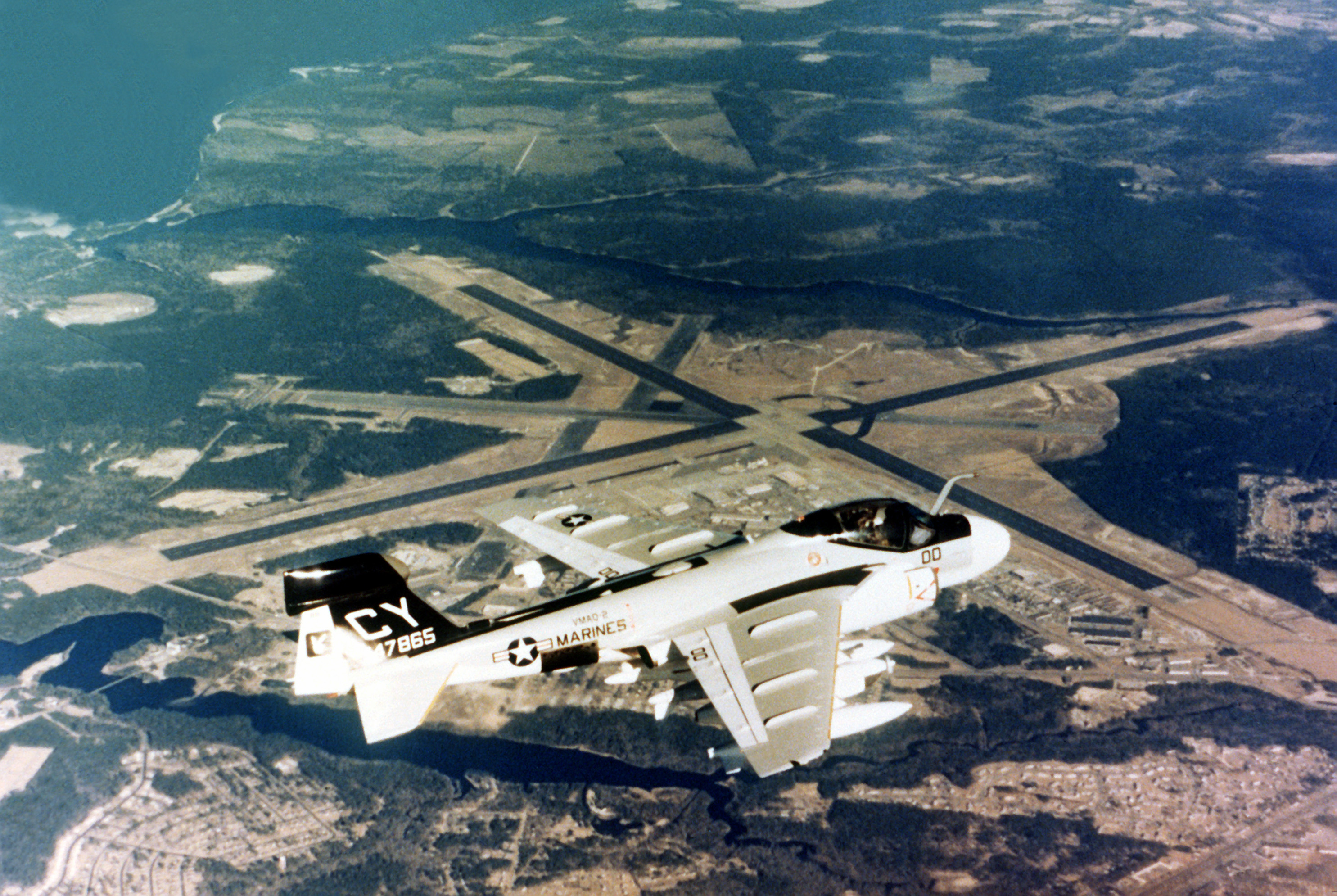
A VMAQ–2 század 147865-ös EA–6A Electric Intrudere. Ez a század volt a típus utolsó üzemeltető alakulata

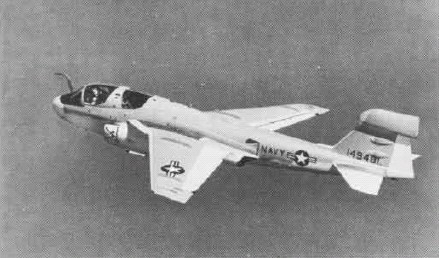
A 149481-es első prototípus 1969. május 25-én

Az altípus közvetlen elődjének az EA–6A Electric Intruder (eredeti nevén A2F–1Q) tekinthető. A 27 példányban (12+15 db-os sorozat) legyártott elektronikai lefogó repülőgépet az Amerikai Tengerészgyalogság rendelte meg és üzemeltette a vietnámi háború idején, egészen az 1970-es évek második feléig, majd az utolsó példányokat az 1990-es években vonták csak ki.
A 27 gépből 15 db volt teljesen új építésű, a többi A–6A-ból lett átalakítva. Mivel az EKA–3B Skywarrior-ok üzemideje gyorsan csökkent és üzemeltetésük sem volt hatékony, valamint az A–6B Iron Hand változatból is meglehetősen csekély példányszám állt rendelkezésre – 19 darab – az A–6-os támadószázadokban, a haditengerészeti hadvezetés is megrendelt egy, az EA–6A-hoz hasonló, de nagyobb teljesítményű elektronikai lefogó repülőgépet (az EA–6A-kból a USN is üzemeltetett pár darabot). 
A fejlesztés szintén az A–6 bázisán kezdődött 1966-ban. A törzset módosították úgy, hogy előrébb helyezték a pilóta és a BN kabinját, és mögéjük, az eredeti helyre újabb kétüléses fülkét alakítottak ki az elektronikai műszereket kezelő személyzetnek. A négyfős kabinon kívül egyértelműen azonosítható a típus a függőleges vezérsík felső részére szerelt elektronikai gondoláról, amelyet később – az altípus sikerein felbuzdulva – az EF–111A Raven-re is beépítettek. Az így átalakított első tesztpéldány (BuNo 149481), 1968. május 25-én szállt fel először, majd őt követte a 2. (BuNo 149479) és a 3. prototípus (BuNo 148615). A tesztrepüléseket újabb öt nullsorozatpéldánnyal végezték (BuNo 156478–156482), majd 1971 júliusában állt hadrendbe az első alakulat (a VAQ–132 Scorpions század), az utolsó pedig 1977-ben (a VAQ–136 Gauntlets század). 1991-ig, a gyártás leállításáig, kb. 170 db repülőgépet vett át az Amerikai Haditengerészet és a Tengerészgyalogság.

## Gyártás
Összesen körülbelül 170 darabot épített ebből az altípusból a Northrop Grumman.
- Prowler-prototípusok (3 db): 149481, 149479, 148615
- Nullsorozat (5 db): 156478, 156479, 156480, 156481, 156482
- Az ADVCAP-modernizáció tesztgépei (3 db): BuNo 156482 (az FSD-hez), 158542 (a VEP-hez), 158547 (az AIP-hez).

Az utolsó, 170. Prowlert 1991 júliusában adták át a flottának.
A hadrendbe állt repülőgépek századokon belül és századok között is rendszeresen helyet váltottak, amit a sárkányra felfestett századbeli sorozatszámaik, századjelzéseik és farokkódjaik jól mutatnak.

## Szerkezeti felépítés

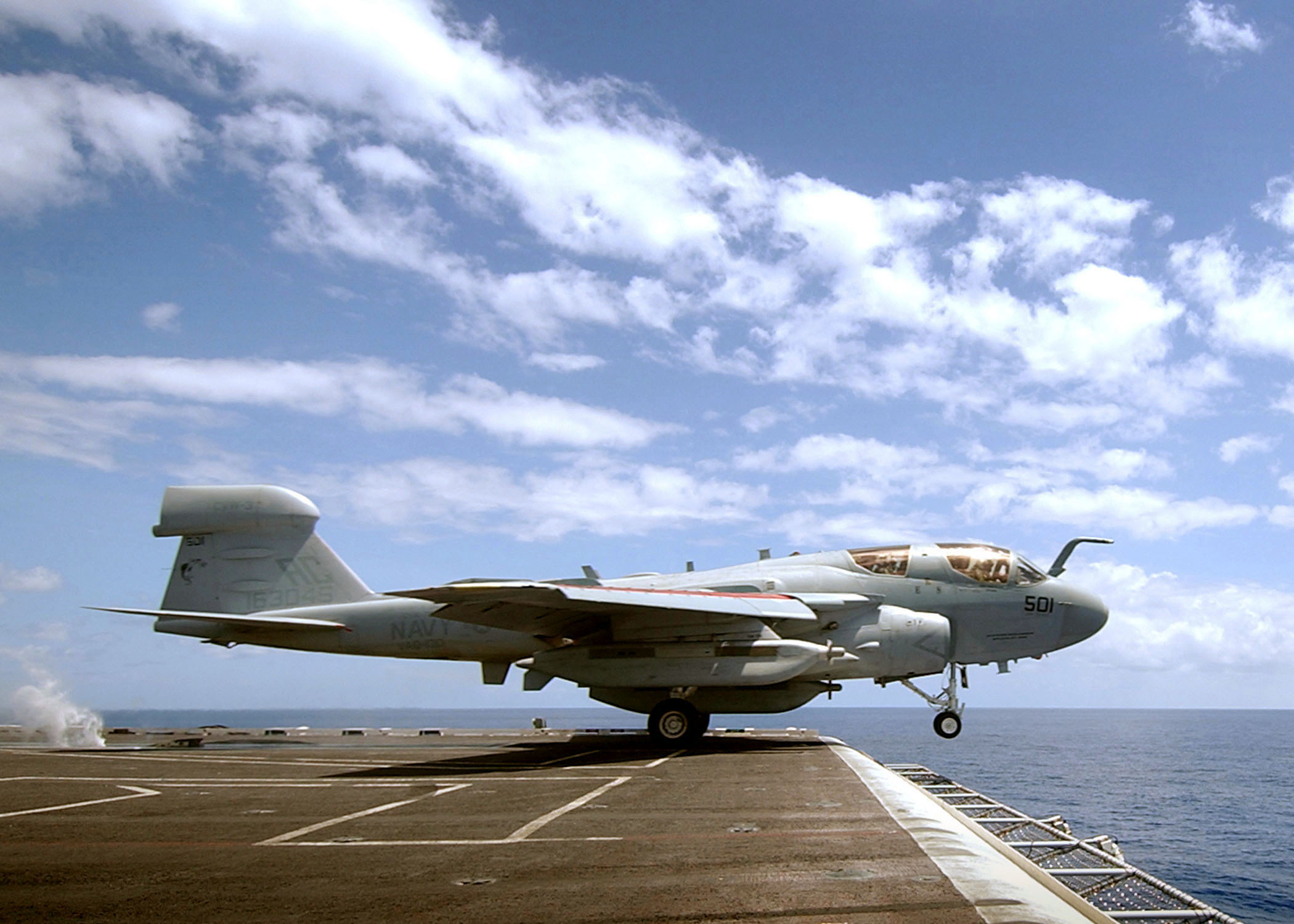
Egy szögfedélzetről felszálló Prowler 2004-ben. Jól megfigyelhető az előre tolt orr-rész, valamint a farok tetejére épített elektronikai gondola. Ezzel a repülőgéppel szakítottak el 1998. február 3-án Olaszországban egy sífelvonó-kábelt (lásd Incidensek fejezet)

A repülőgép-hordozó fedélzetére kifejlesztett A–6 Intruder minden szerkezeti elemével rendelkezik, így hordozó-fedélzetről és szárazföldről egyaránt üzemelzethető.

### Törzs és szárny

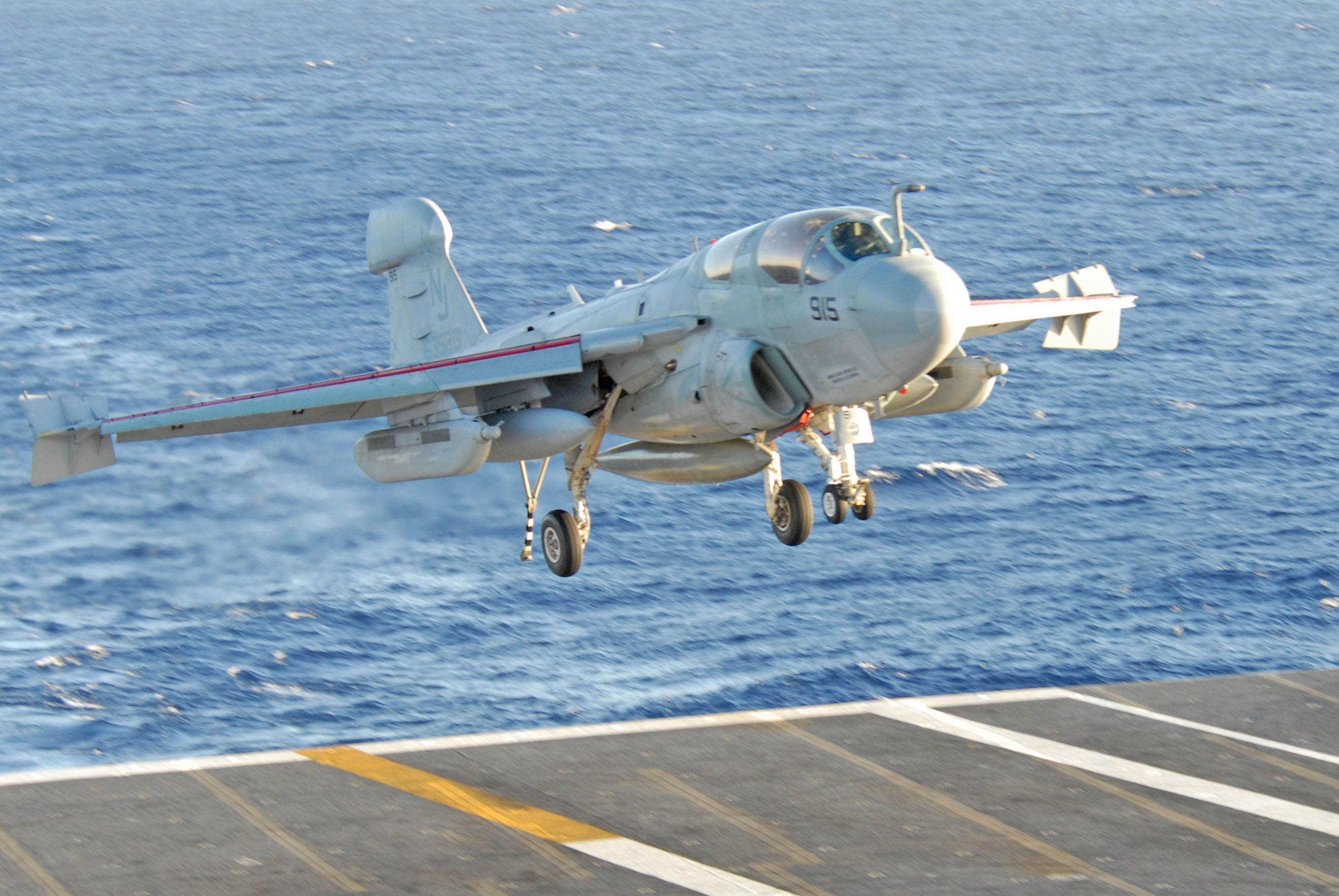
A VAQ–129 egyik gépe visszatér a USS John C. Stennis-re. Orrsegédszárnyai lehajtva, fékszárnyai leengedve, törővégi osztott féklapjai kinyitva. A gépre 3 db 300 gallonos póttartályt és két AN/ALQ–99 konténert függesztettek

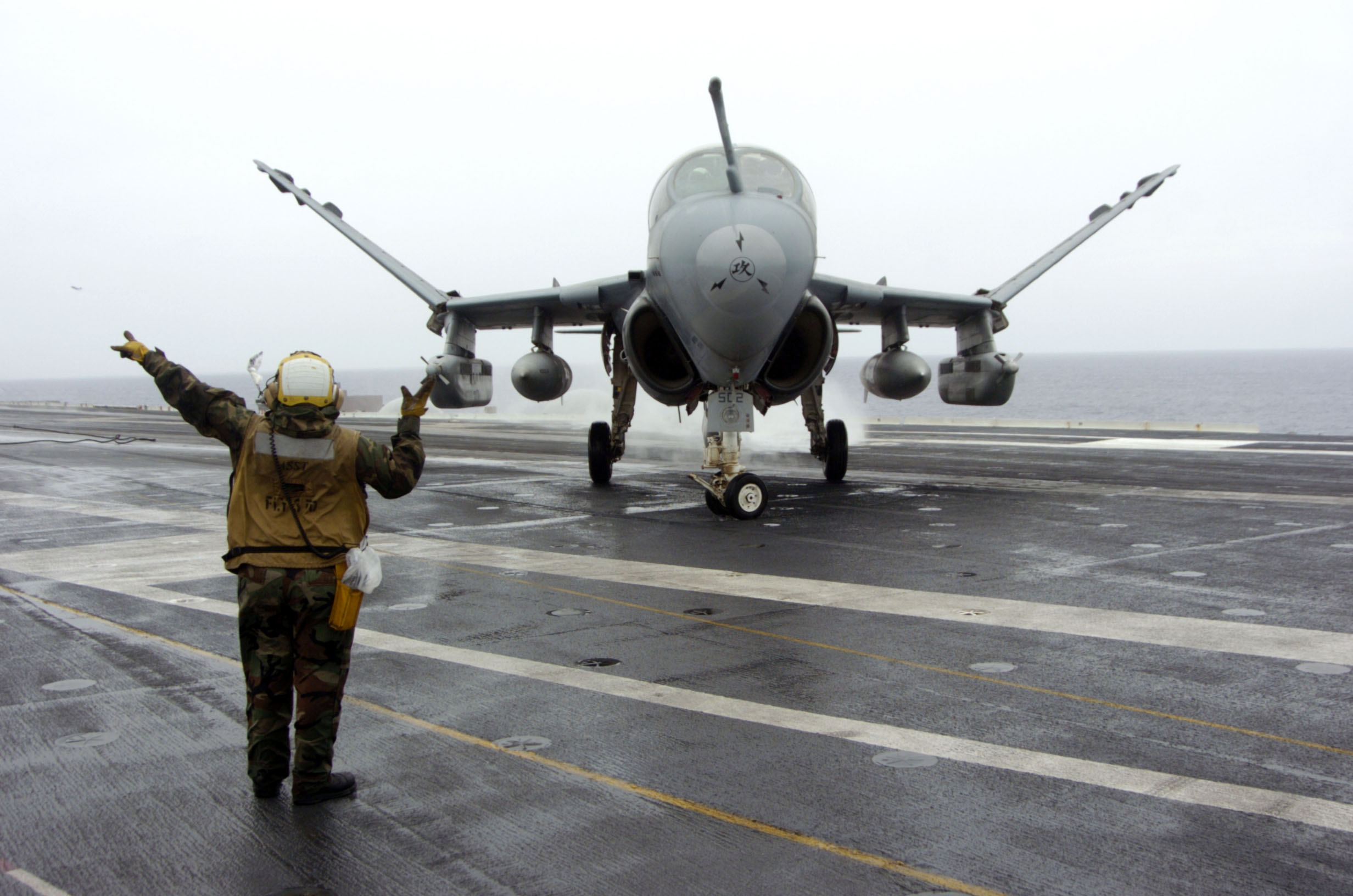
Egy hordozófedélzetre leszállt gép lefordul a szögfedélzet leszálló sávjáról, miközben felhajtja szárnyfeleit

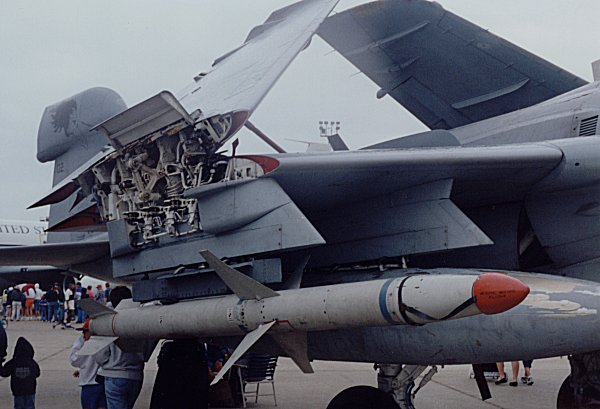
A jobb oldali szárnyfelhajtó mechanika. A külső felfüggesztésre egy gyakorló AGM–88 HARM van függesztve

A típusra jellemző „baseball ütő” formája ennél az altípusnál sem változott. Legnagyobb változtatás a törzs mellső részében történt, ahol is a kibővített kabin kapott helyet, illetve módosult az orr alakja is. A szárny-magassági kormány közötti, kétoldalt elhelyezett törzsféklapokat ennél az altípusnál már elhagyták. Helyükre elektronikai berendezések kerültek. A modernizációk során a törzsgerincre több új, kisebb beömlőnyílás is került.
A repülőgép két főtartós, középszárnyas elrendezésű. A külső 1/2-e felhajtható, statikus állás esetén ferde dúcokkal támasztható ki, az alaptípusnál rendszeresített módon. A fékszárnyak és a csűrők felett végig áramlásrontó lapok vannak beépítve, amelyek a csűrőket segítik, olykor kiváltják. A kilépőéleknél találhatóak az egyszeresen réselt fékszárnyak és a csűrők. A szárny törővégeinek kilépőél felőli részén meghagyták az A–6 felfelé-lefelé szétnyíló osztott féklapjait, a belépőéleken pedig lehajtható orrsegédszárnyak (lécek) vannak kialakítva.
A gép 5 db felfüggesztési csomóponttal rendelkezik, melyek mindegyike „nedves”, azaz tüzelőanyag-póttartályok egyaránt rögzíthetek rájuk. Az eredeti típuson még opcionálisan van 1-1 külső ezeken kívül, de a Prowler-ekről készült fotókon egyetlenegyszer sem használták ki ezeket. Szemben az EA–6A-knál: a félszárnyak külső és középső felfüggesztési csomópontjaira elektronikai konténerek voltak felszerelve, a belsőre pedig póttartály.
Teherbírásuk:
- törzs: az alaptípushoz képest nem változott, körülbelül 1500 kg a teherbírása (6 db Mk 82 MER-en).
- szárny:
  - belső: 1500 kg
  - középső: 1500 kg

A hajófedélzeti üzemeltetés miatt az altípus szárnyfelein gyorsabb ütemben kezdtek megjelenni a szerkezeti fáradás jelei. 1998-ban megkezdték 114 db kompozit anyagú szárnyközéprész legyártását 94 db gépnek, amit egy időre felfüggesztettek. 2003. december 17-én a NAVAIR (Naval Air Systems Command) újraindította a külső szárnypanelek gyártását a floridai St. Augustine-i gyárban és 2006 közepén még folyamatban volt az átszerelés. Több gépen nagyobb javításokat is eszközölni kellett korosságuk miatt. Az eredeti életciklus-elemzés szerint a legyártott gépek élettartama 1984 és 1988 között lejárt volna. 
Az elemzések elkezdésekor a kiválasztott gép sárkányában 1873 repült óra volt és a program-menedzselés közben nem gondolták, hogy a várható élettartam végét szükséges megállapítani. Végül 14 000 óra lett maximalizálva a sárkányra. 32 gép új szárnyközép-részének átszerelése 170 millió USD értéket képviselt. Ezzel 2019-re több mint 90 db gép lehetne még repülőképes. Mégis a vizsgálatokat vezetők a szárnyközép-részek további gyártásának leállítása mellett döntöttek 2006 késő nyarán és minden legyártott új alkatrészt beépítettek 2006-ban, a programot pedig félbehagyva leállították a költségvonzatokra hivatkozva.

### Futómű

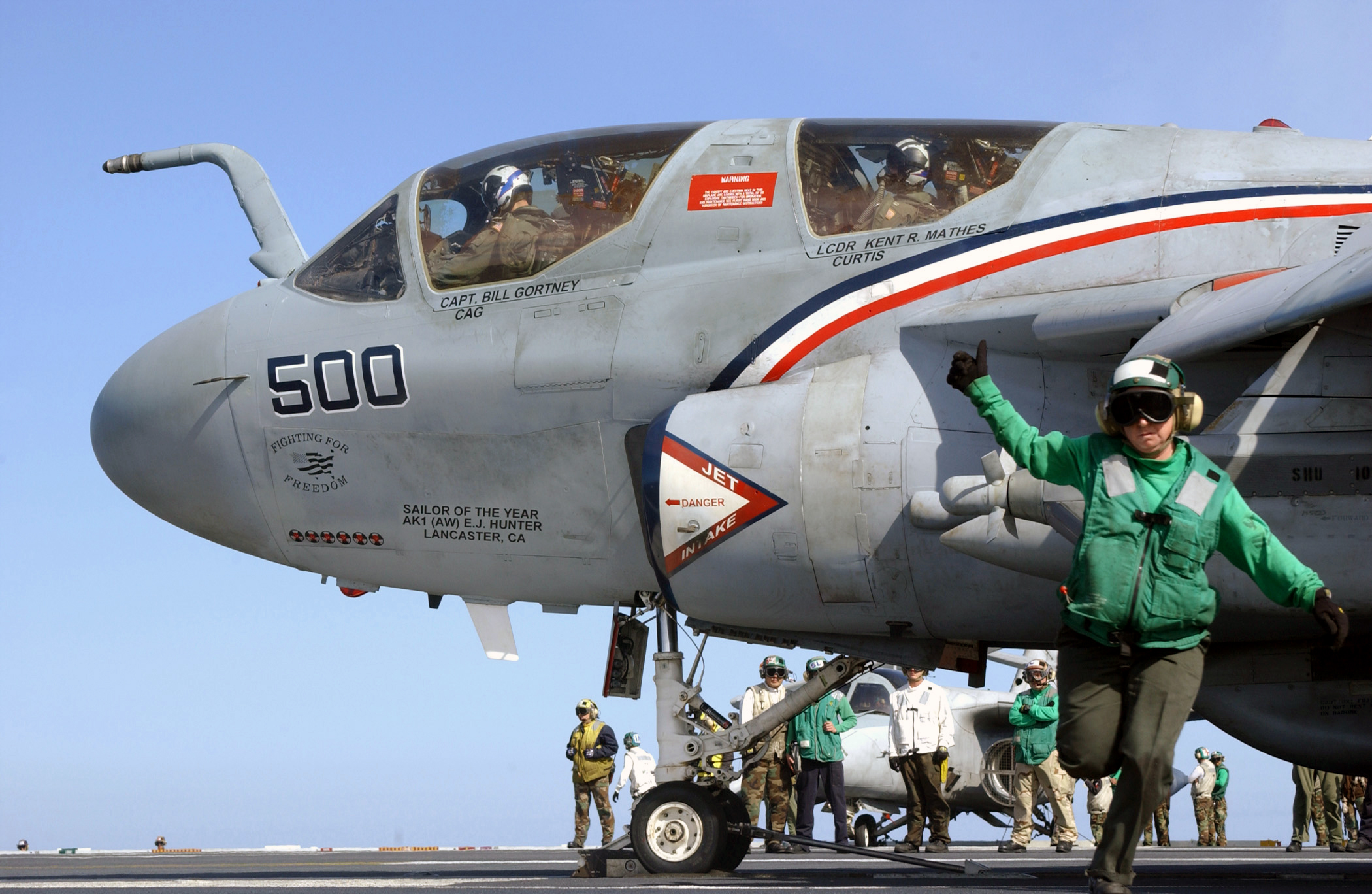
Ezredparancsnoki (CAG) gép gőzkatapult-indítás előtt. Látható, hogyan van az orrfutó rögzítve a katapult „szánkójához”

Az eredeti típus „hárompontos” tricikli-elrendezésű futóművét nem módosították. A tengerészgyalogos és a haditengerészeti példányok nem térnek el egymástól, azonban megfigyelhetőek az egyes példányok eredeti főfutókerekeinek eltérései. Egységesítés nem valószínű, hogy volt.

### Pilótafülke

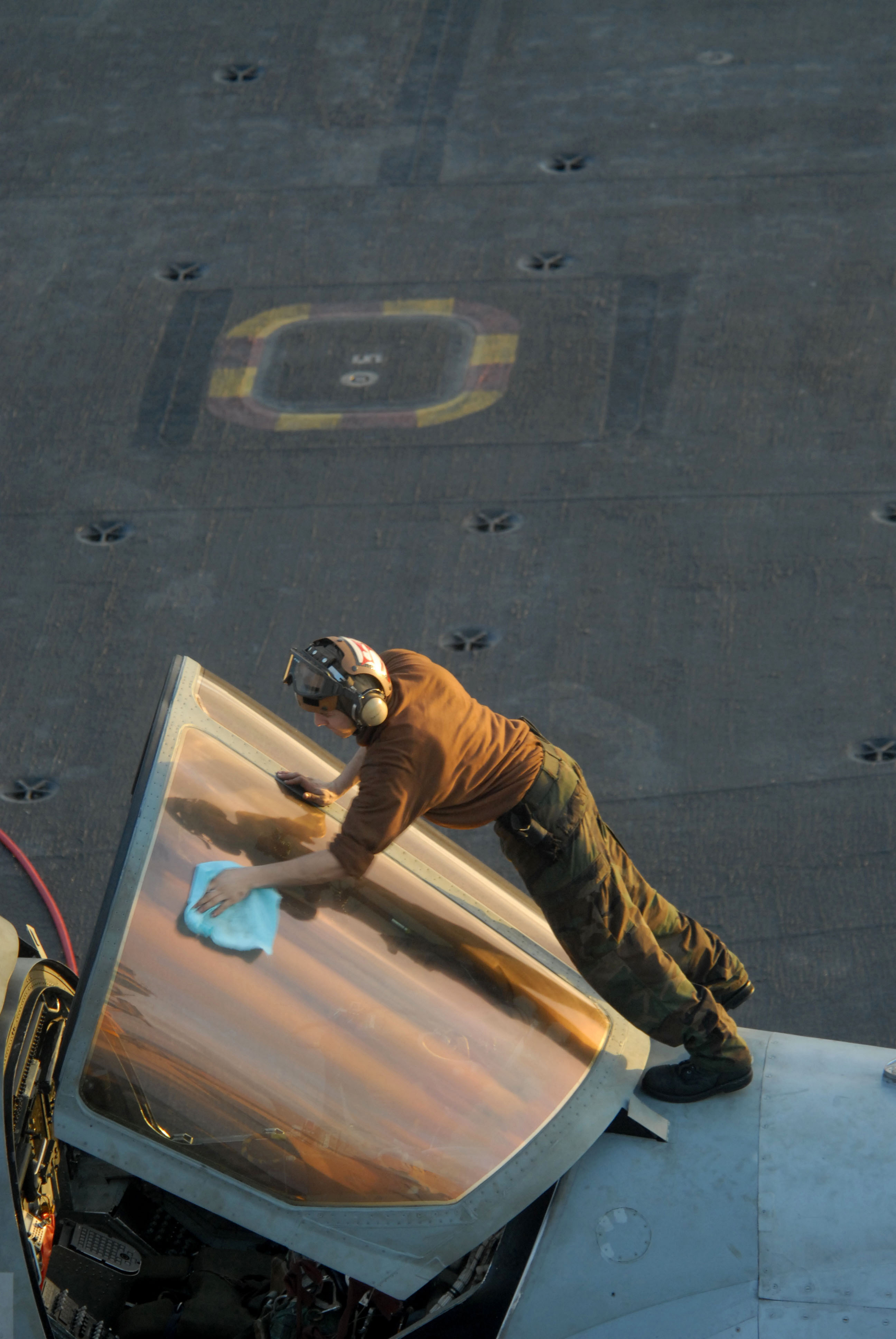
A hátsó kabintető tisztítás alatt. Korábban többször áramütés érte a tisztítómunkást a statikus feltöltődés miatt

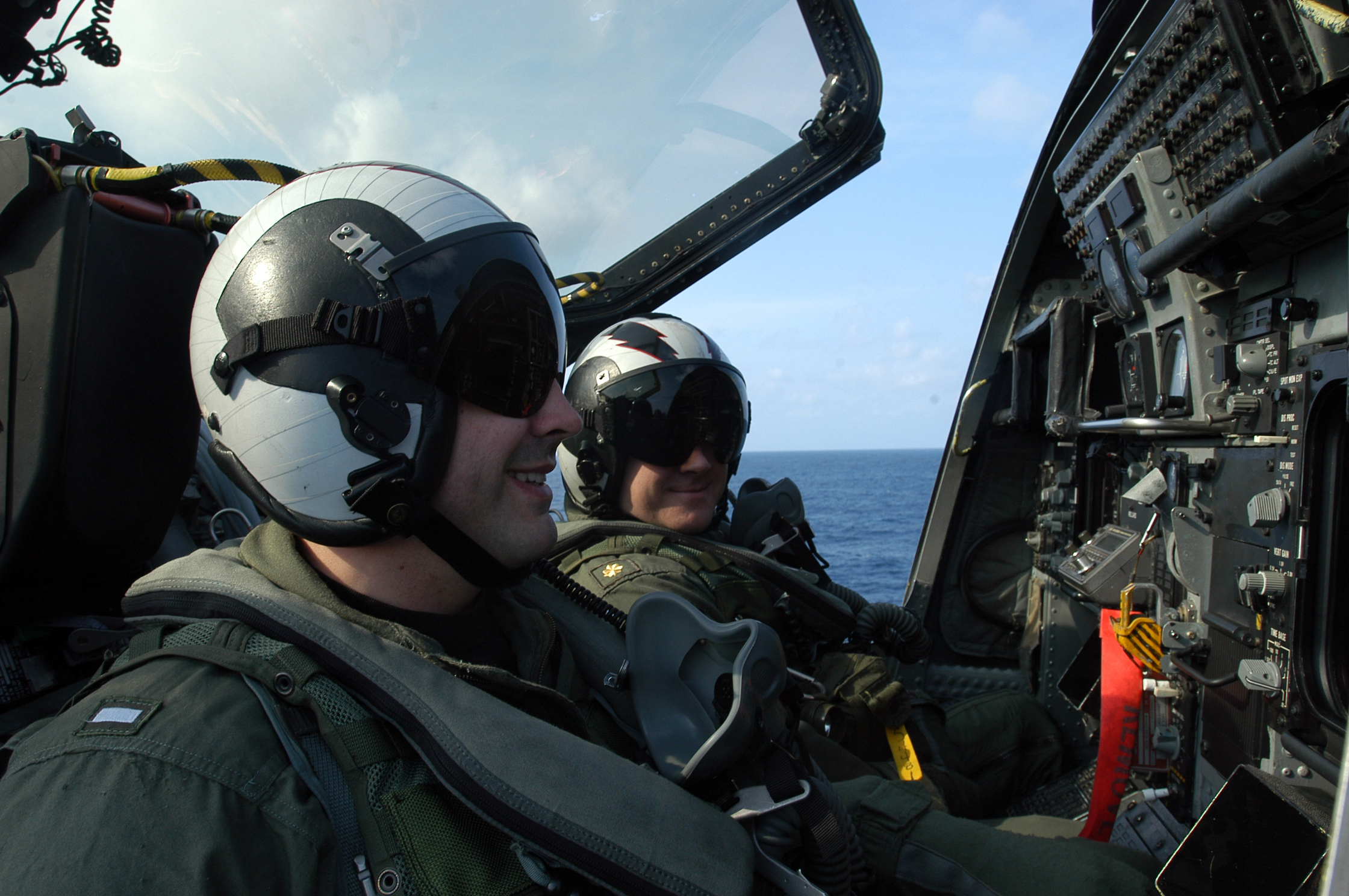
Az ECMO–3 és –4 munkahelye

A Prowler személyzete négy fő, melyből a pilóta a bal első ülésben foglal helyet, mellette és mögötte pedig a három ECMO (Electronic Countermeasures Officer). A pilóta melletti az ECMO–1, a mögötte ülő az ECMO–2 és az amellett ülő pedig az ECMO–4. Mind a négy fő Martin Baker katapultülésben ül. A kétrészes, felfelé nyíló kabintetők plexianyaga arannyal van felületkezelve, amely az elektronikai eszközök rádióhullám-kisugárzás védelmét szolgálja (másodsorban a napsugárzás ellen is hatásos, de erre a hajózósisakban található megfelelő árnyékoló eszköz). A kezdeti üzemeltetés során a takarító személyzetet rendszeresen áramütés érte tisztítás közben a statikusan feltöltött plexitetőn.

### Hajtómű

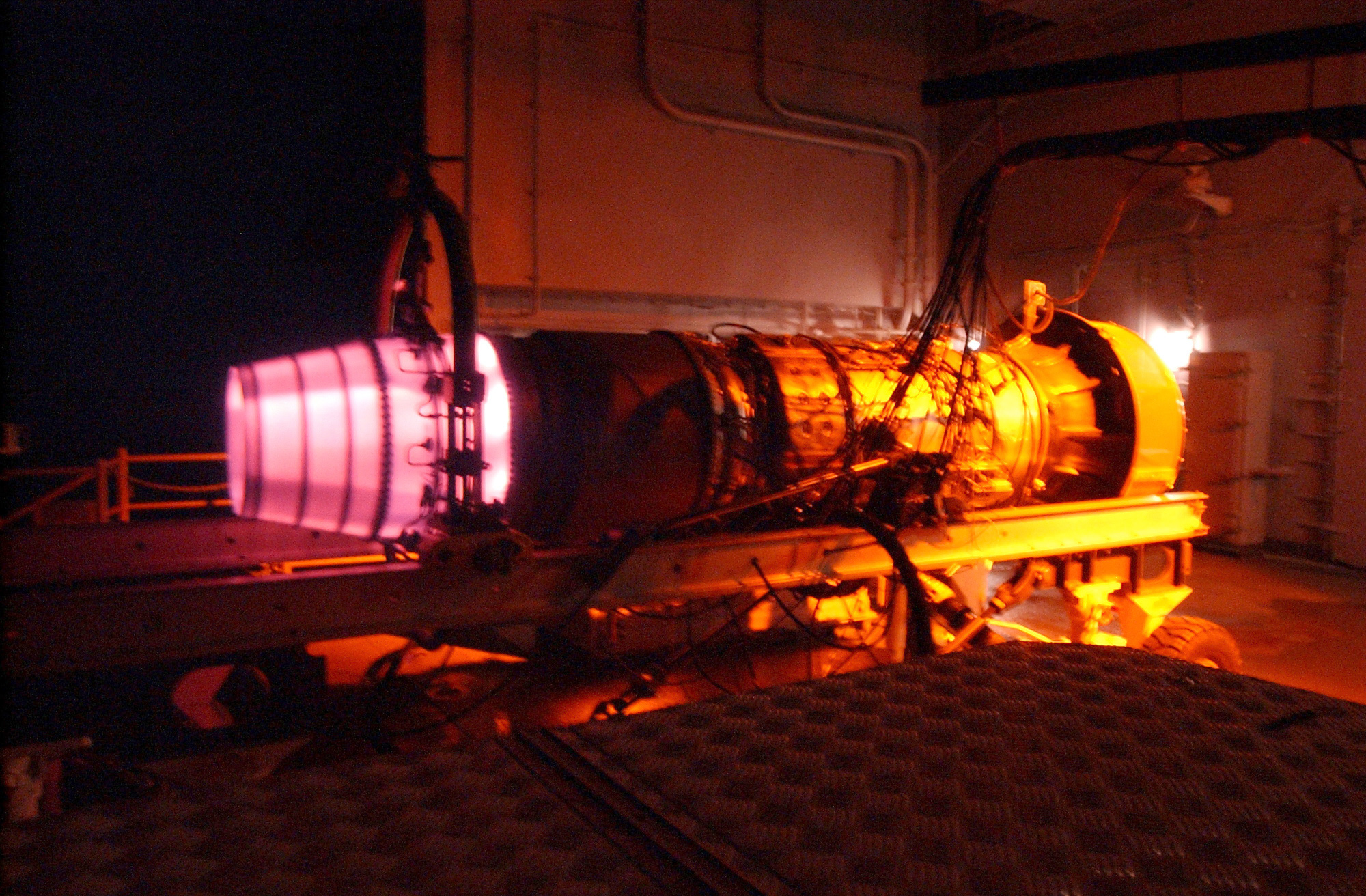
Egy J52–P408 fékpadi tesztje 2004. december 1-jén a USS Ronald Reagan (CVN–76) fedélzetén, valahol a Csendes-óceánon

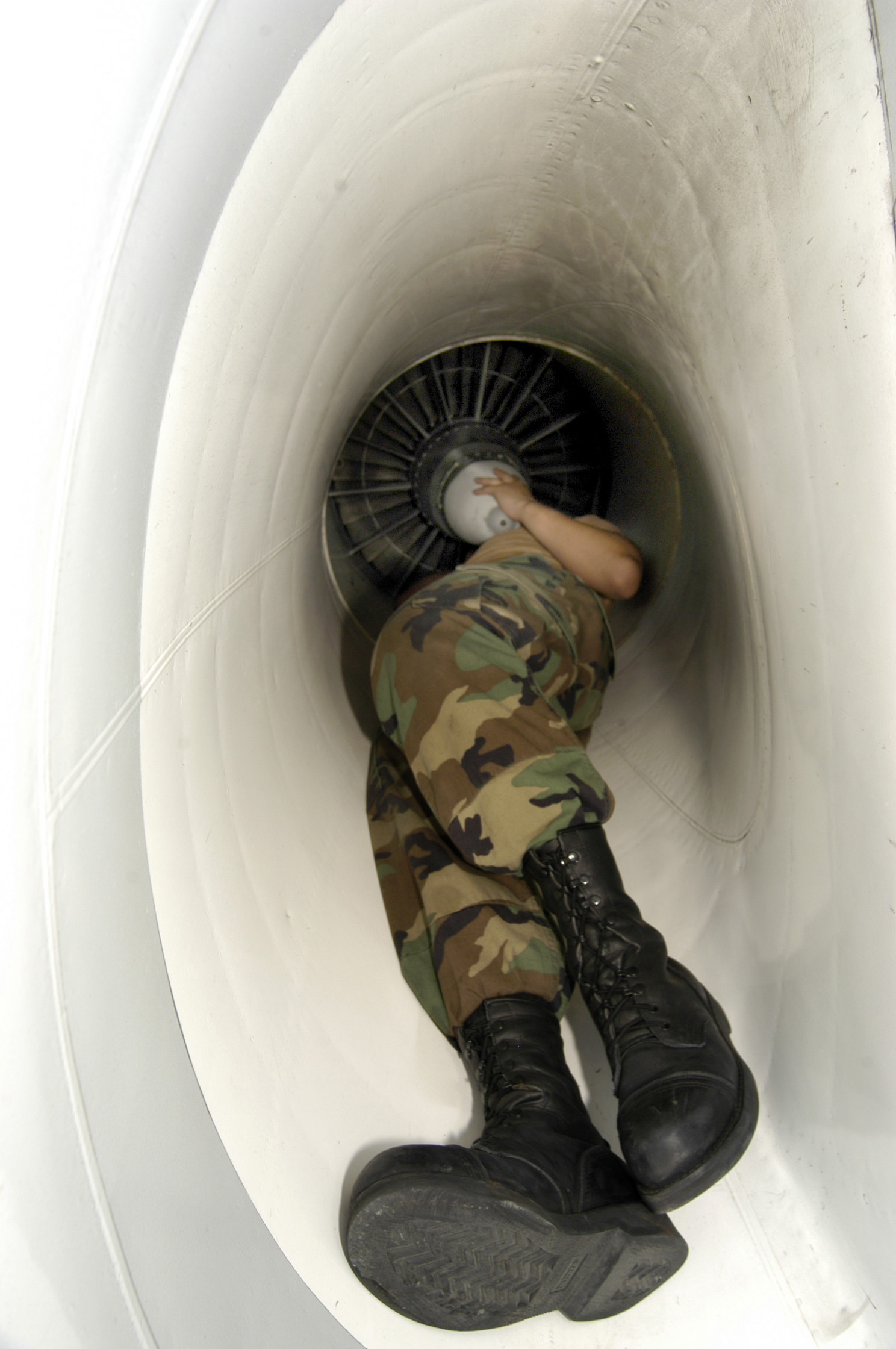
Ellenőrzés alatt a jobb oldali hajtómű kompresszorfokozatai

A Prowler-t két darab, utánégető nélküli egyáramú gázturbinás sugárhajtóművel szerelték fel, az A–6 Pratt & Whitney gyártmányú J52–P8-ának módosított változatával, így a J52–P408 gázturbinának közel 5 kN-nal nőtt a tolóereje az elődhöz képest, melyekkel a gép csak szubszónikus sebességre (950 km/h) tud gyorsulni vízszintes repülésben, 1840 km-es hatósugárral. A hajtóművek javításához, ki- és beszereléséhez a törzs alsó részét teljesen le lehet nyitni, amely kellően megkönnyíti az időszakos ellenőrzési, karbantartási és hajtóműcserélési munkákat. Később, az ICAP III-mal módosítják a hajtóművet, melynek jele J52–P409.

### Üzemanyagrendszer
A belső tüzelőanyag-mennyiséggel 1840 km-t képes megtenni közepes magasságban, melyet 1136 literes (300 gallon) belső térfogatú póttartályokkal egészíthet ki mind az 5 felfüggesztési csomóponton. Ezeken felül rendelkezik az orr tetején, a szélvédő előtt elhelyezett merev tankolócsővel is. Az alaptípustól eltérően ezt kissé jobbra elferdítve/elhúzva építették be. Modernizált példányok esetében a tövébe beépítettek egy elektronikai „szemölcsöt” is.

### Avionika és fegyverzet
Az altípus az alapváltozathoz hasonlóan nem rendelkezik beépített csöves tűzfegyverrel. A Prowler elektronikai rendszerein túlmenően hagyományos támadóeszközökkel – siklóbombák és rakéták – is felszerelhető, hogy az elektronikai fedezet és parancsnoki-vezetési pont (command and control, C2C) biztosításán túlmenően a meggyengített légvédelem megmaradt eszközeit (lokátor nélkül maradt légvédelmi rakétaindító állások) is hatékonyan tudja pusztítani. Igaz, az A–6E-n alkalmazott TRAM-tornyot nem építették be az orr alá, hiszen elsődleges célja nem a bombavetés, hanem az elektronikai hadviselés. Ezeken túlmenően fedélzeti rendszereinek köszönhetően magas minőségben képes ellátni az elektronikai hírszerzés (ELINT és SIGINT) feladatait is.

#### Avionika

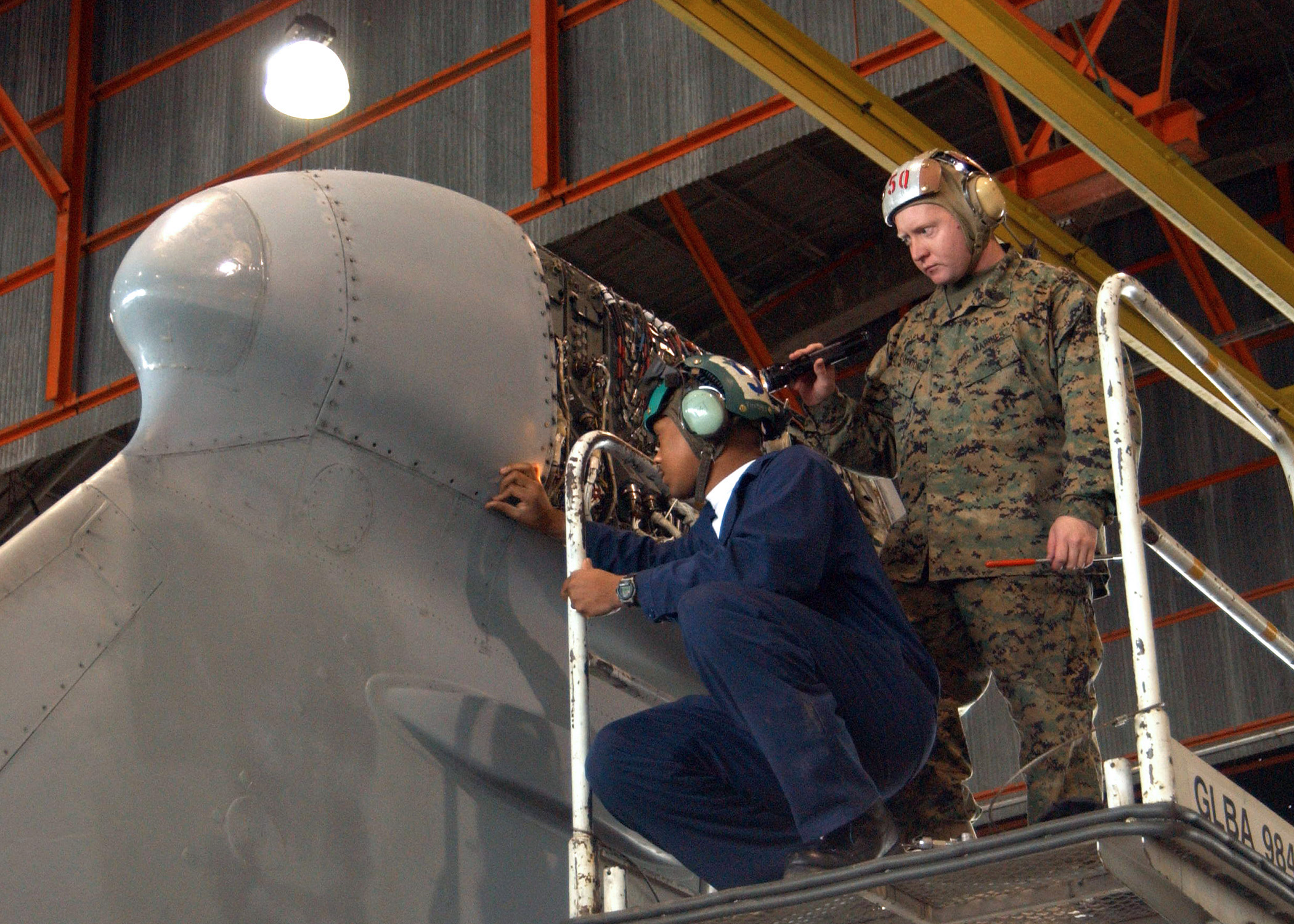
Egy Viking-Prowler elektronikai gondoláját vizsgálják

Elsődleges fegyverzete a harcászati zavarórendszernek (Tactical Jamming System, TJS) nevezett elektronikai csomag. A TJS áll egy fedélzeti elektronikai rendszerből (Onboard Electronic System, OBS) és külső függesztésű zavarókonténer(ek)ből. Az OBS figyeli az elektronikus eszközöket és mutatja az ECMO-knak az aktuális légtéri állapotot. Ha besugárzást érzékelt, megkezdi az ellentevékenységet antennái és külső függesztményei segítségével. A tankolócsőtől balra és jobbra a orr felső részén utólagosan elhelyeztek egy besugárzásjelző szenzort is.
Elektronikai rendszerei:
- AN/ALQ–41: X-Band Track Breaker; manufactured by Sanders; used with AN/ALQ–51
- AN/ALQ–76: E/F-Band Noise Deception Jamming Pod (related to QRC–494); manufactured by Raytheon
- AN/ALQ–86: Surveillance System (modified AN/ALQ–53); manufactured by Bunker-Ramo
- AN/ALQ–92 külső konténer: A-Band Communications Jamming System (modified AN/ALQ–55); manufactured by Sanders
- AN/ALQ–97 külső konténer: Jamming System
- AN/ALQ–99 külső konténer: VHF/UHF Tactical Jamming System; manufactured by AIL, Raytheon, AEL. Változatok: A-tól F-ig.[8]
- AN/ALQ–100: E/F/G/H-Band Track-Breaker; manufactured by Sanders
- AN/ALQ–126: "CHARGER BLUE" Noise Deception Jammer (updated AN/ALQ–100); manufactured by Sanders
- AN/ALQ–149: Communications Jammer; manufactured by Sanders
- AN/ALQ–167: "Yellow Veil" 0,85–18 GHz ECCM/ECM Noise/Deception Jamming Pod; manufactured by Rodale
- AN/ALQ–169: OWL-D Electro-Optic Countermeasures
- AN/ALQ–190: Airborne Chaff ("AIRBOC"); uses LAU–133/A chaff dispenser
- AN/ALQ–218: Electronic Warfare Receiver; manufactured by Litton (model LR–700)
- AN/ALR–42: Integration System; manufactured by General Instrument; used in EA–6B; tested in NC–121K
- AN/ALR–45: "COMPASS TIE" 2–18 GHz Radar Warning Receiver; manufactured by Litton
- AN/ALR–50: "CHARGER BLUE" L-Band Radar Warning Receiver; manufactured by Raytheon
- AN/ALR–52: Instananeous Frequency Measuring Receiver; manufactured by ARGO Systems
- AN/ALT–28: Noise Jammer (development of AN/ALT–13; related to QRC–515); manufactured by Hallicrafters; used with AN/ALQ–155B
- USQ–113: Communications Jammer

#### Fegyverzet
- Mk 82/83/84 szabadesésű siklóbombák
- AGM–45 Shrike
- AGM–88A-E HARM

## Modernizációs programok
A Prowler-ek meglehetősen sok fejlesztési fázison mentek keresztül, ezek követése nem egyszerű. A legutolsó program az ICAP II Block 89, mellyel új biztonsági, strukturális és avionikai módosításokat eszközölnek a repülőgépeken, így azok 2015-ig biztosan üzemben tarthatóak.

### EXCAP
Az első fejlesztési csomag neve Expanded Capability (EXCAP, magyarul Kiterjesztett Képesség), amely 1973-ban kezdődött, közvetlenül a vietnámi harctéri tapasztalatok nyomán.

### ICAP I és II
A következő az Improved Capability (ICAP, magyarul Továbbfejlesztett Képesség) nevet kapta és 1976-ban kezdődött, majd az ICAP II követte 1980-ban. Az ICAP II-vel vált lehetővé az AGM-88 HARM rádiólokátor-romboló rakéta alkalmazása is. Az első ICAP II-es Prowler 1985-ben állt szolgálatba. Fejlesztették az operátorok műszerfalait (kijelzők), belső navigációs rendszereket, növelték a frekvencia-lefedettséget és beépítették a Tactical EA-6B Mission Support (TEAMS, magyarul „Harcászati EA–6B bevetés-támogatás”) rendszert, mellyel még pontosabbá vált a bevetés-tervezés és annak menet közbeni változtatása, átprogramozása.

### ADVCAP

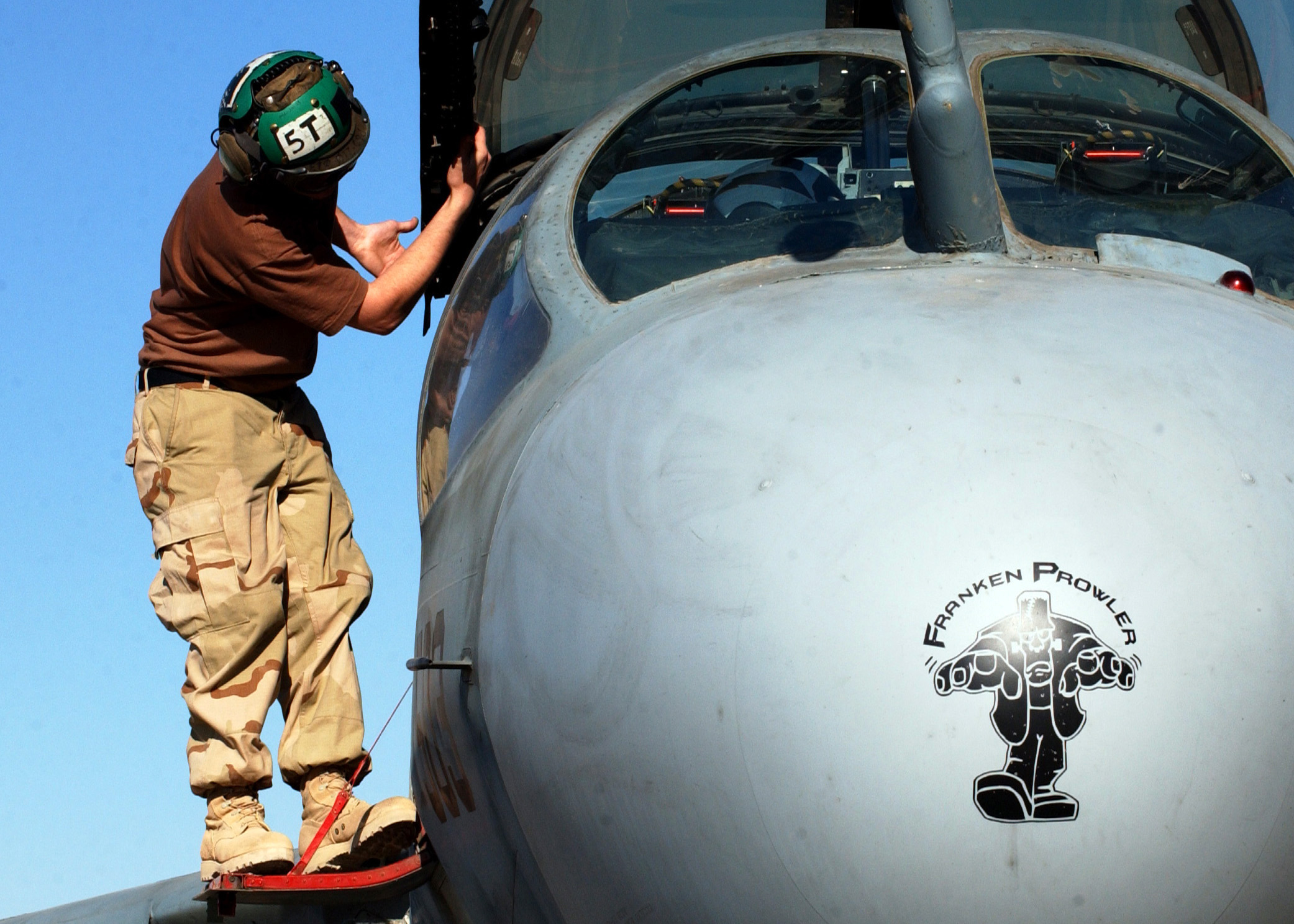
A VEP-re átépített 158542-es „Franken Prowler” ismét hadrendben a VAQ–141-be beosztva, 2005. november 14-én

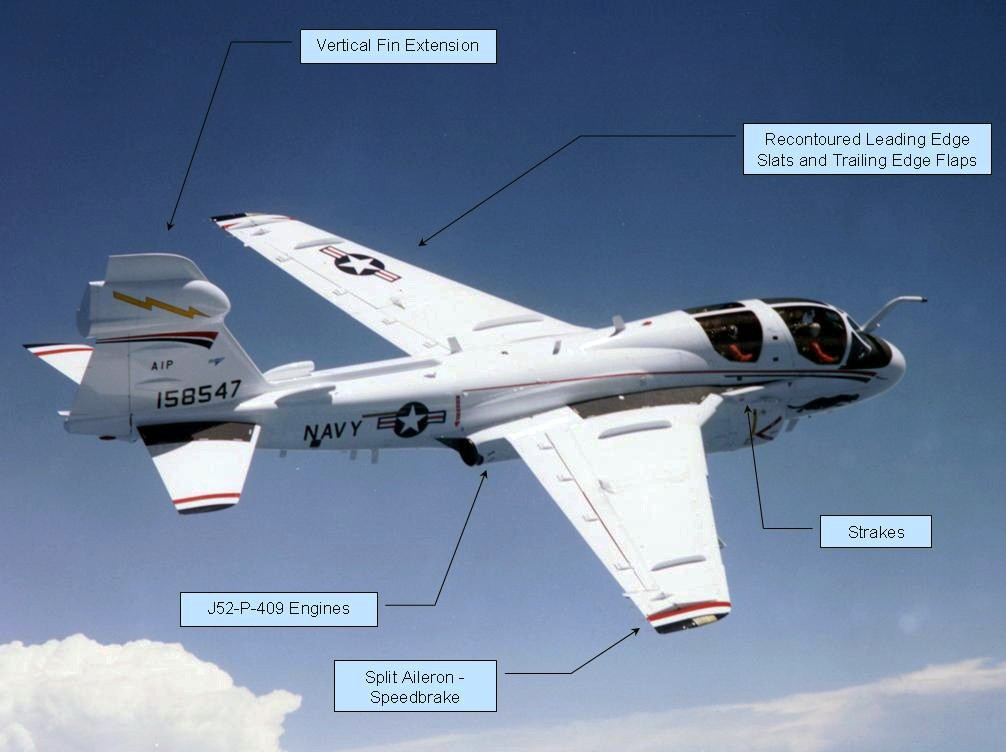
Az AIP-re átépített 158547-es gép

Az Advanced Capability (ADVCAP, magyarul Fejlett Képesség) program keretében jelentős beavatkozást hajtottak végre a fedélzeti rendszereken és a sárkányon is. A tervezet során az összes gépet átépítették volna, de az 1995-ös költségvetési év (FY95) során a Védelmi Minisztérium (DoD) drasztikusan megkurtította a programot.
Az 1980-as évek végén kidolgozott programsorozat három fázisból állt:
- Full-Scale Development (FSD),
- Vehicle Enhancement Program (VEP),
- Avionics Improvement Program (AIP).

Az FSD keretében integrálták az új AN/ALQ–149 elektronikai harcászati rendszert (Electronic Warfare System, EWS). Ezzel csak kis mértékben módosították volna a gépeket. A tesztelésre átépített gép a BuNo 156482 volt.
A VEP több változtatást is eszközölt, mellyel jelentősen nőttek az eredeti képességek és javítva az addig fennálló hiányosságokat. Az átépítéshez a 158542-es gyártási számú példányt választották ki. Ezek:
– módosították a belépőéleket (leading edge strakes; nőtt a stabilitás)
– növelték a farokgondolát (nőtt a stabilitás)
– módosították a csűrőket (kis sebességnél jobb oldalirány-tartás)
– módosították az orrsegédszárnyak és a fékszárnyak kontúrvonalait (kompenzálták a megnövekedett össztömeget)
– két kiegészítő vezérsíkot helyeztek el a külső szárnyfeleken (csak a zavarókonténereken)
– új, módosított J52–P409 hajtóműveket építettek be, mellyel nőtt a tolóerő 8,9 kN-nal darabonként
– új digitális robotpilótát építettek be (Standard Automatic Flight Control System, SAFCS)
Ezekkel a módosításokkal a repülőgép össztömege kb. 900 kg-mal (2000 fonttal) megnőtt és az eredeti súlyponthoz (center of gravity, CG) képest 3%-kal hátrébb csúszott a szárny fő aerodinamikai húrja (Mean Aerodynamic Cord, MAC). A tesztelések és a gyakorlat igazolta ezt az átalakítást, ugyanis nagy állásszögű repülés alatt a tüzelőanyag-mozgás jelentősen befolyásolta a gép súlypontját és kis mértékben, de rontotta hosszirányú stabilitását. Ezekkel a változtatásokkal jobban koorinálható lett a gép és a súlypontvándorlás is minimálisra csökkent, ami például oldalszélnyírásos időben történő hajófedélzeti leszállsáoknál mutatott kedvező eredményeket.
Az AIP-hez egy harmadik példányt választottak ki (BuNo 158547), amelyet már átépítettek az FSD és a VEP szerint is. Valamint kiegészítették az új avionikai rendszerekkel: többfunkciós LCD-k mind a négy műszerfalra, HUD került a pilótához, és kombinált GPS/INS-t integráltak. A belső rendszerteszteket a fejlesztők és a Haditengerészet tesztpilótái is elvégezték a Patuxent River-i bázison (VX századokban), kisebb hiányosságokkal együtt sikeresnek ítélték a programot.
A költségekről döntő politikusok azonban megtagadták a költségfedezetet. Miután a programokat törölték, a három átépített gép (BuNo 156482 – FSD, 158542 – VEP, 158547 – AIP) 1999-ig repült, tesztelési adatokat gyűjtve. A következő néhány évben a gépeket szétszerelték és visszalakították az ADVCAP előtti állapotokra. A BuNo 158542-t (becenevén „Franken Prowler”) 2005. március 23-án visszahelyezték aktív állományba.

### ICAP II Block 82, 89, 89A
2001 márciusában a Haditengerészet és a Tengerészgyalogság további három ICAP II konfigurációt dolgozott ki. A Block 89-re alakított gépekkel egyidőben az EA–6A-k a Haditengerészet tartalékállományába kerültek (Navy Reserve). A Block 89A programban a 123 gépből 89 db-ot építettek át, köztük az összes Block 82-t, amellyel egyszerű avionikai rendszerfrissítést kell csak eszközölni a későbbi ICAP III-hoz. A maradék 34 db Block 89-et közvetlenül ICAP III-má építik át. Az első Block 89A-s gép a 2000-es költségvetési évben (FY00) állt újra szolgálatba a flottánál, az első ICAP III-as pedig 2004-re volt betáblázva, azonban az ICAP III jelentős ütemezés-csúszásokat szenvedett.

### ICAP III

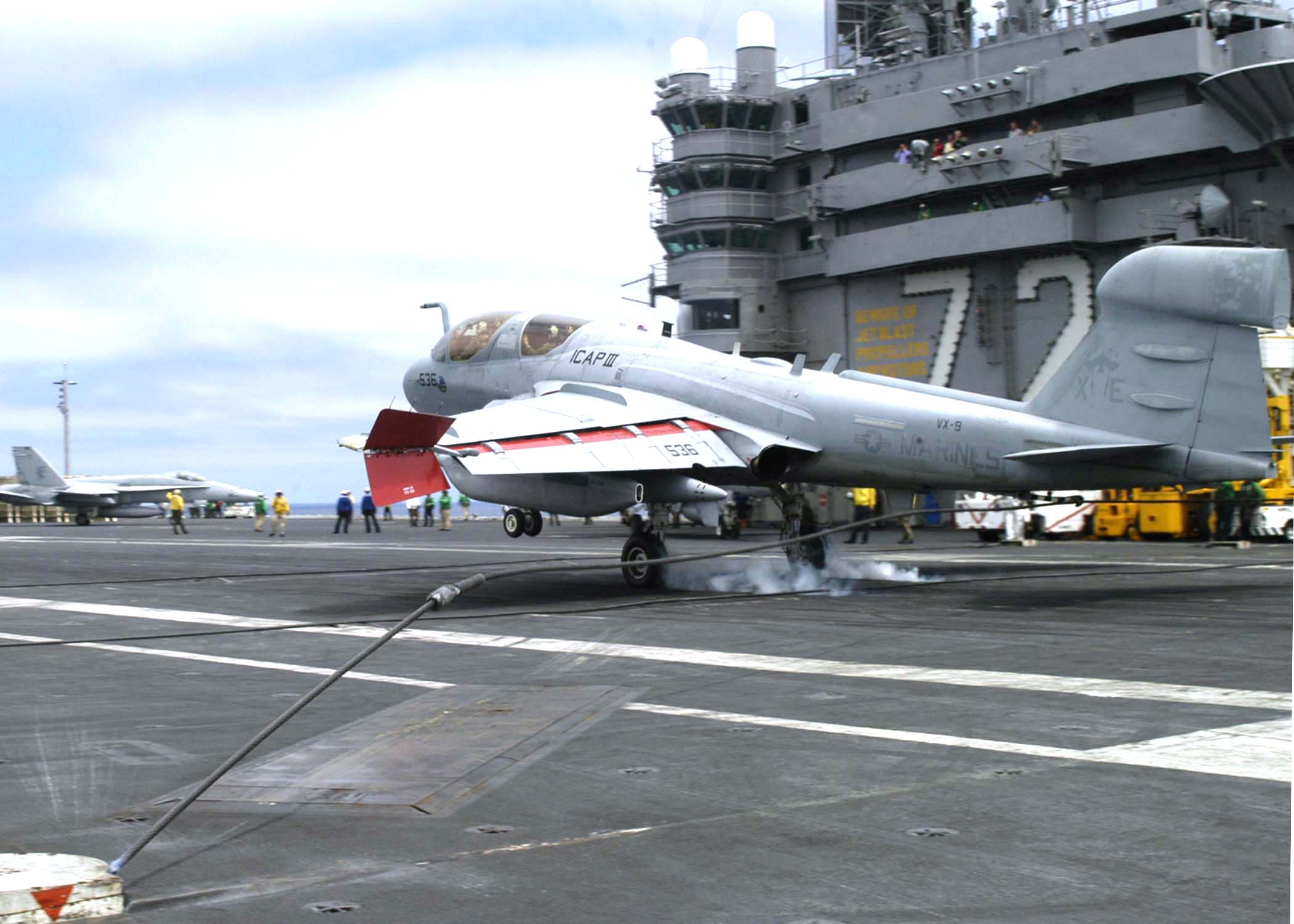
Az ICAP III tesztelésére átépített tengerészgyalogos gép, melyet a Patuxent River-i VX–9 század repült 2004. augusztus 13-án

A Northrop Grumman a Haditengerészettel közösen új modernizációs programot dolgozott ki, melynek az Improved Capability III nevet adták. Célja, hogy új elektronikai ellentevékenység-rendszerket (ECM) építenek be a gépekbe. Az egész „lelke” az ALQ–218 rendszer, illetve új szoftvereket fejlesztettek ki a precízebb radarfrekvencia-kiválasztásokra és a zavarásokra. Az ICAP III keretében felszerelték a gépeket az MIDS-szel (Multifunction Information Distribution System), amelyben a Link 16 titkosított adatátviteli rendszer is megtalálható. A Northrop két átépített gépet 2010-ben ad át és újabb kettőt ebben az évben kezd meg átépíteni. A program egyesek szerint veszélyben van az EA–18G Growler miatt, azonban belátható, hogy a két típus legalább 2015-2017-ig párhuzamosan fog üzemelni. A Tengerészgyalogság 2025-ig szeretné üzemben tartani az EA–6B-ket. Tehát nagy valószínűség szerint az ICAP III-at is végre fogják hajtani és lesz még legalább egy újabb modernizációs program is a 2010-es években.
A Multi-Mission Advanced Tactical Terminal és az Improved Data Modem lehetőséget ad a harcászati események „valós idejű” követésére. Lehetővé teszik a személyzetet számára az „éjjellátó” eszközök alkalmazását (átalakítják a műszerfalak megvilágításait, ill. a gép külső helyzetjelzőit), hogy növeljék az éjszakai harcászati képességeket. A Haditengerészet eme kezdeti műveleti képességek (Initial Operational Capability, IOC) elérését 2005 júniusára ütemezte be.

## Üzemeltetők
Az altípust csak az amerikai fegyveres erők üzemelteti, exportálására nem került sor, ahogyan az Intruder-alaptípus sem. A Prowler-századok állományába rendszerint 4 db repülőgép tartozik. Körülbelül 125 darab volt a 2010-es években aktív állományban 12 haditengerészeti, 4 tengerészgyalogos és 4 egyesített tengerészeti-légierős „expedíciós” században.
A Tengerészgyalogság volt az utolsó haderőnem, amely a típust üzemeltette. A Marine Tactical Electronic Warfare Squadron (VMAQ) 2 Death Jesters századot a MCAS Cherry Point (NC) támaszponton 2019. március 08-án hivatalosan is feloszlatták. Ezt megelőzően a VMAQ–3 Moondogs századot (farokkódjuk MD-xx) 2018. május 11-én, a VMAQ–4 Seahawks századot (farokkódjuk RM-xx) 2017. június 02-án, a VMAQ–1 Bashees (farokkódjuk CB-xx) századot pedig 2016. április 29-én oszlatták fel.

### Szárazföldi légi támaszpontok
- Naval Air Station (NAS) Whidbey Island: központi légibázisként szolgál az összes elektronikai harcra felkészített DoD-gépnek.
- Marine Corps Air Station (MCAS) Cherry Point, Észak-Karolina: a tengerészgyalogos Prowler-századok honi bázisául szolgál.
- MCAS Ivakuni, Japán
- Naval Air Facility (NAF) Acugi, Japán: a VAQ–136 Gauntlets honi bázisa, mint az 5. Hordozófedélzeti Légiezred (CVW 5) tagja.
- NAF Washington D.C.: a VAQ–209 a Haditengerészet tartalékos század honi bázisa

### Az Amerikai Egyesült Államok Tengerészgyalogsága
- WMAQ–1 Banshees

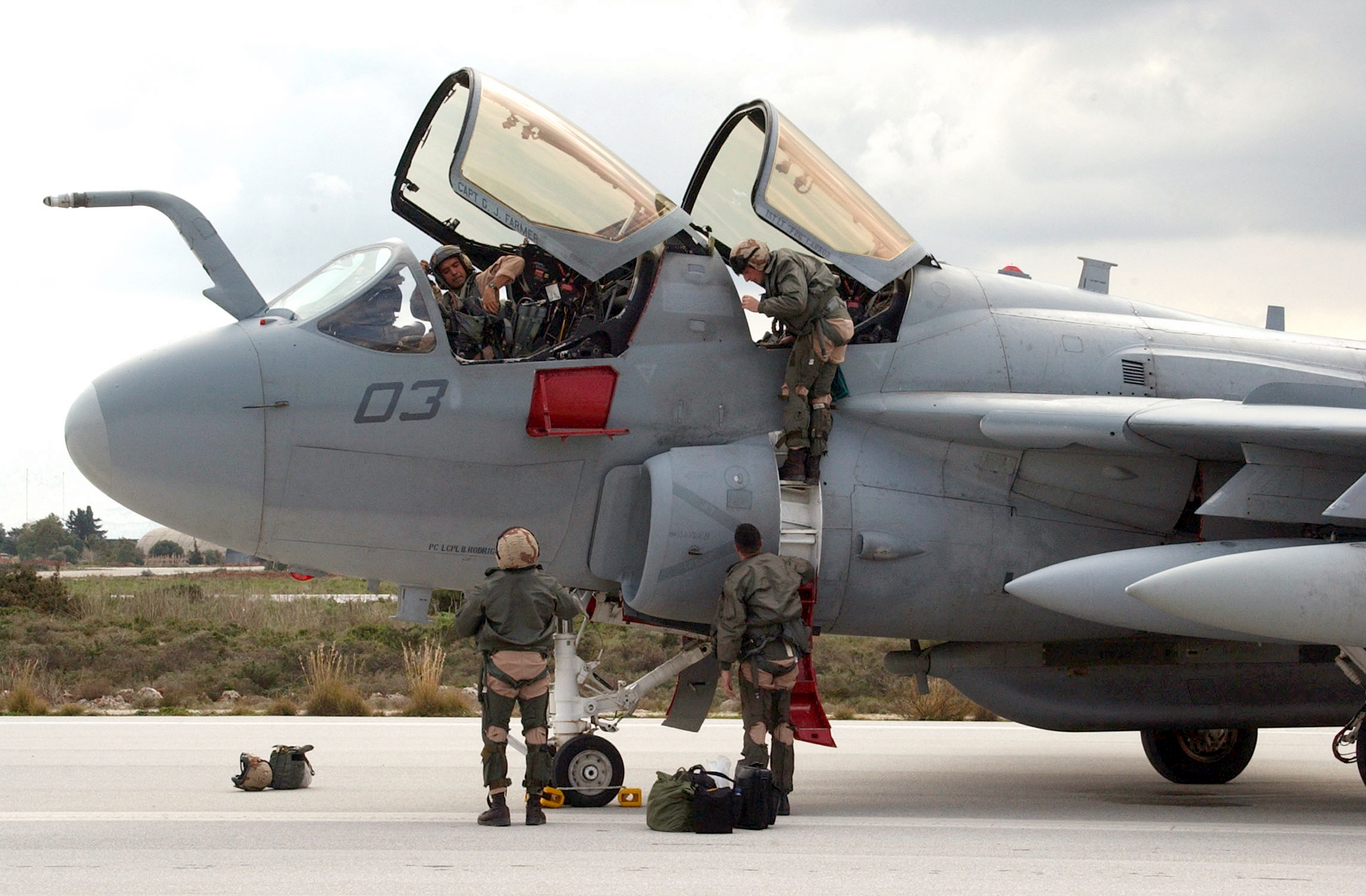
Egy tengerészgyalogos EA–6B leszállás után, 2003. február 27-én. Láthatóak a két-kétfős kabinelrendezés és a beömlőbe épített létrák

- WMAQ–2 Death Jesters/Panthers/ex-Playboys (az alakulatnak több neve is volt)
- WMAQ–3 Moon Dogs
- WMAQ–4 Seahawks

A tengerészgyalogos Prowler-ekbe beépítették a TERPES-t (Tactical Electronic Processing and Evaluation System, magyarul Harcászati Elektronikai Feldolgozó és Becslő Rendszer). A TERPES lehetővé teszi a bevetéseken Prowler-ek által gyűjtött adatok utólagos, fejlett elemzését, mellyel a hadműveleti terület harcrendje azonnal módosítható. Ebbe beletartoznak az önműködő zavarvédelmi intézkedések és HARM-indítási jelentések is.
A VMAQ–2 Death Jesters század volt az utolsó, melyet kivontak az aktív állományból és feloszlatták 2019. március 08-án.

### Az Amerikai Egyesült Államok Haditengerészete
- VAQ–128 Fighting Phoenix (CVWP)
- VAQ–129 Vikings/Eagles
- VAQ–130 Zappers
- VAQ–131 Lancers
- VAQ–132 Scorpions
- VAQ–133 Wizards
- VAQ–134 Garudas
- VAQ–135 Black Ravens
- VAQ–136 Gauntlets
- VAQ–137 Rooks
- VAQ–138 Yellowjackets
- VAQ–139 Cougars
- VAQ–140 Patriots
- VAQ–141 Shadowhawks
- VAQ–142 Gray Wolfs
- VAQ–143 Cobras

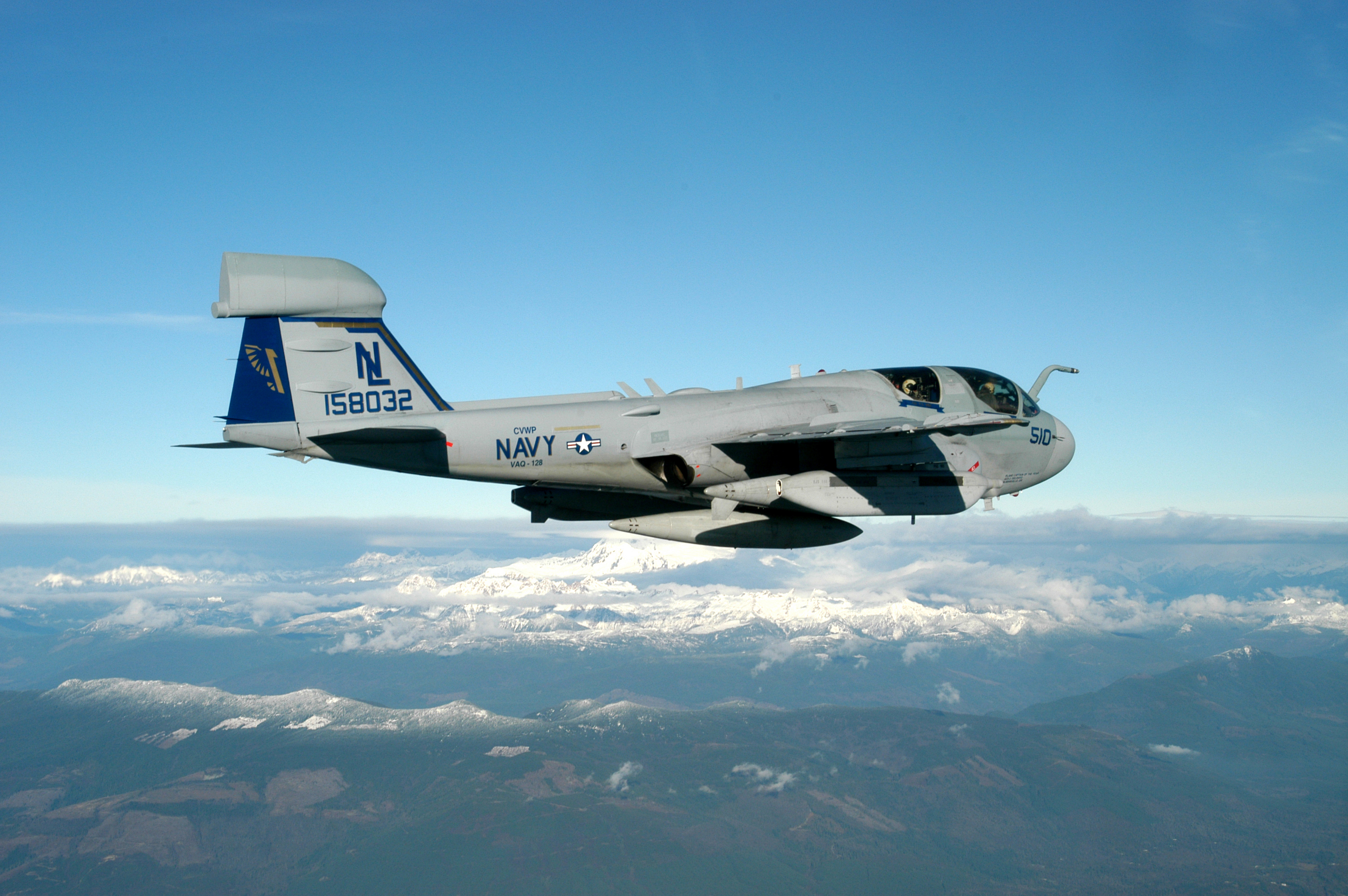
A VAQ–128 század állományába tartozó 158032-es gép a Mount Baker mellett, 2003. február elején

- VAQ–144: NAS Whidbey Island-en állomásozó "új" alakulat, nincs egyéb információ róla.[16]
- VAQ–196: NAS Whidbey Island-en állomásozó "új" alakulat, nincs egyéb információ róla.[16]
- VAQ–209 Star Warriors Tartalék állományban (US Naval Reserve) a Naval Air Station Whidbey Island légibázison, Washington államban.

### Az Amerikai Egyesült Államok Légiereje

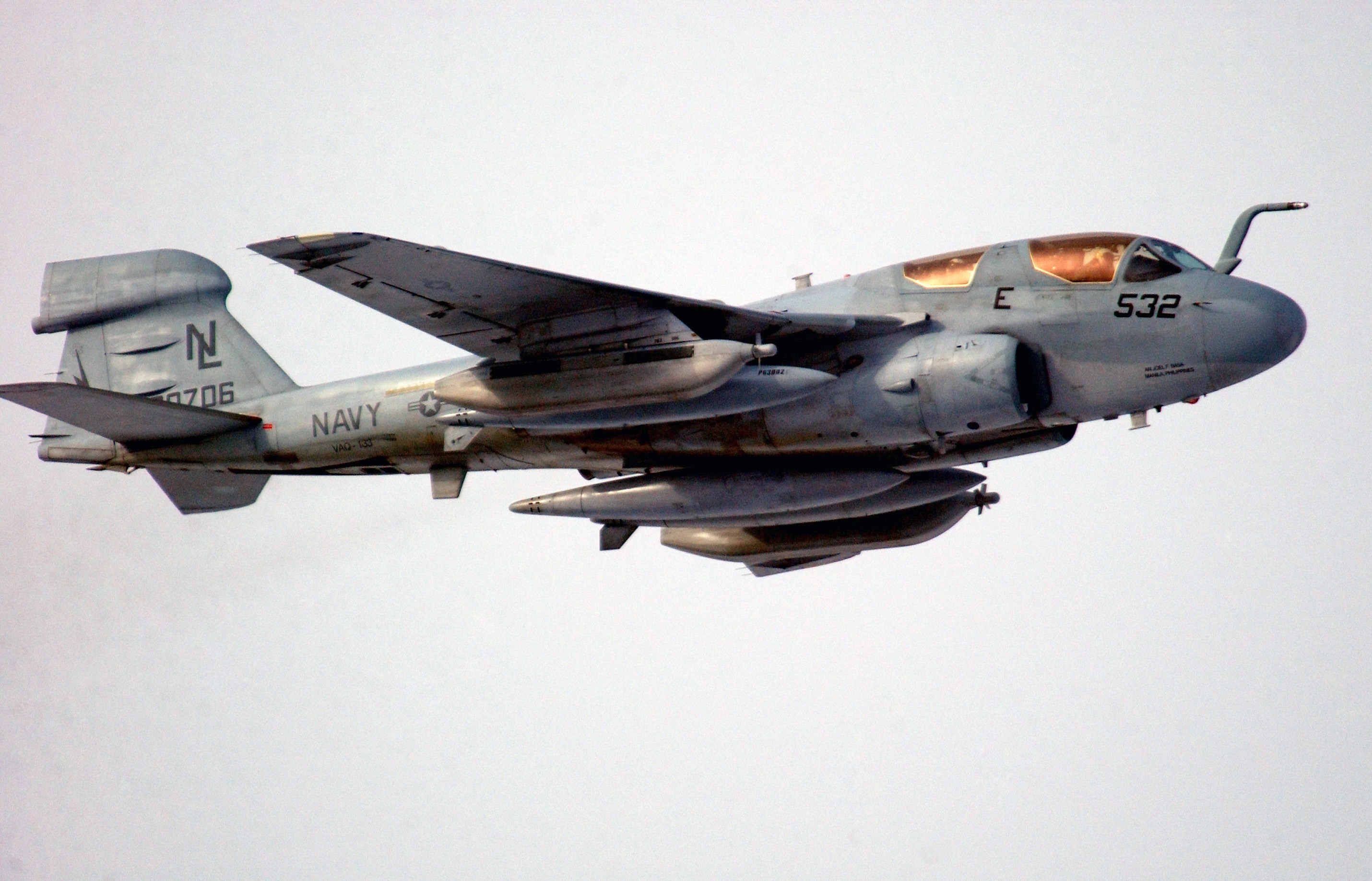
A VAQ–133 század egyik gépe az alaszkai Eielson légibázison a NORTHERN EDGE 2002 hadgyakorlat idején

Több gépet átadot a Haditengerészet az USAF-nak is, miután 1995-ben kivonták az EF–111 Raven-eket. Az újra felállított öt századból négy a Légierő AEF-ezredeit (Aerospace Expeditionary Force) támogatja:
- VAQ–128 Fighting Phoenix,
- VAQ–133 Wizards,
- VAQ–134 Garudas,
- VAQ–142 Gray Wolves (Alaszkában).

A Légierő részéről szóba került a B–52H-k egy részének EB–52-vé alakítása, de ez egyelőre elméleti síkon létezik csak, megvalósítására nem sok jel mutatkozik.

## Harci alkalmazása

### Vietnámi háború
Első bevetéseit 1972-ben kezdte meg, komoly megmérettetést a Linebacker II hadművelet jelentette, amelyben a B-52-k támadásait kiegészítő harcászati csapásmérő erőket támogatták.

### Hidegháború évei
- Sidra-öböl: Líbia, 1981.
- Urgent Fury hadművelet: Grenada, 1983.
- El Dorado Canyon hadművelet: Líbia, 1986.[17]
- „Igaz ügy” hadművelet: Panama, 1989.

### Közel-Kelet és Közép-Ázsia
- Desert Storm („Sivatagi vihar”) hadművelet: Irak, 1991.
- Provide Comfort hadművelet: 1991 március–1996. december 31.
- Northern Watch hadművelet: 1997. január 1–2003. május 1.
- Southern Watch hadművelet: 1992. augusztus 27–1993 januárja.
- Deliberate Force hadművelet: Bosznia, 1995.

Az F–4G és az EF–111A Raven 1995-ös kivonása után a Prowler maradt az elsődleges harcászati elektronikai lefogó repülőgép a Védelmi Minisztérium „arzenáljában”. A Raven későbbi reaktiválása, majd 1998-as tényleges kivonása után a Légierő gépeinek is ez a típus látja el az elektronikai fedezetét.
- Desert Fox hadművelet: Irak, 1998.
- Allied Force hadművelet: Koszovó, 1999.
- Enduring Freedom hadművelet: Afganisztán, 2001.
- Southern Focus hadművelet: Irak, 2003.
- Iraqi Freedom hadművelet: Irak, 2003-tól.

Az iraki és afganisztáni üzemeltetések során kidolgoztak ún. anti-IED bevetéseket, ahol nagy energiájú elektromágneses hullámokkal képesek felrobbantani az erre érzékeny pokolgépeket, illetve a rádiótávirányítással vagy telekommunikációval detonálható robbanóeszközöket teszik harcképtelenné. Irakban két század végez rendszeresen ilyen célú bevetéseket.

## Incidensek

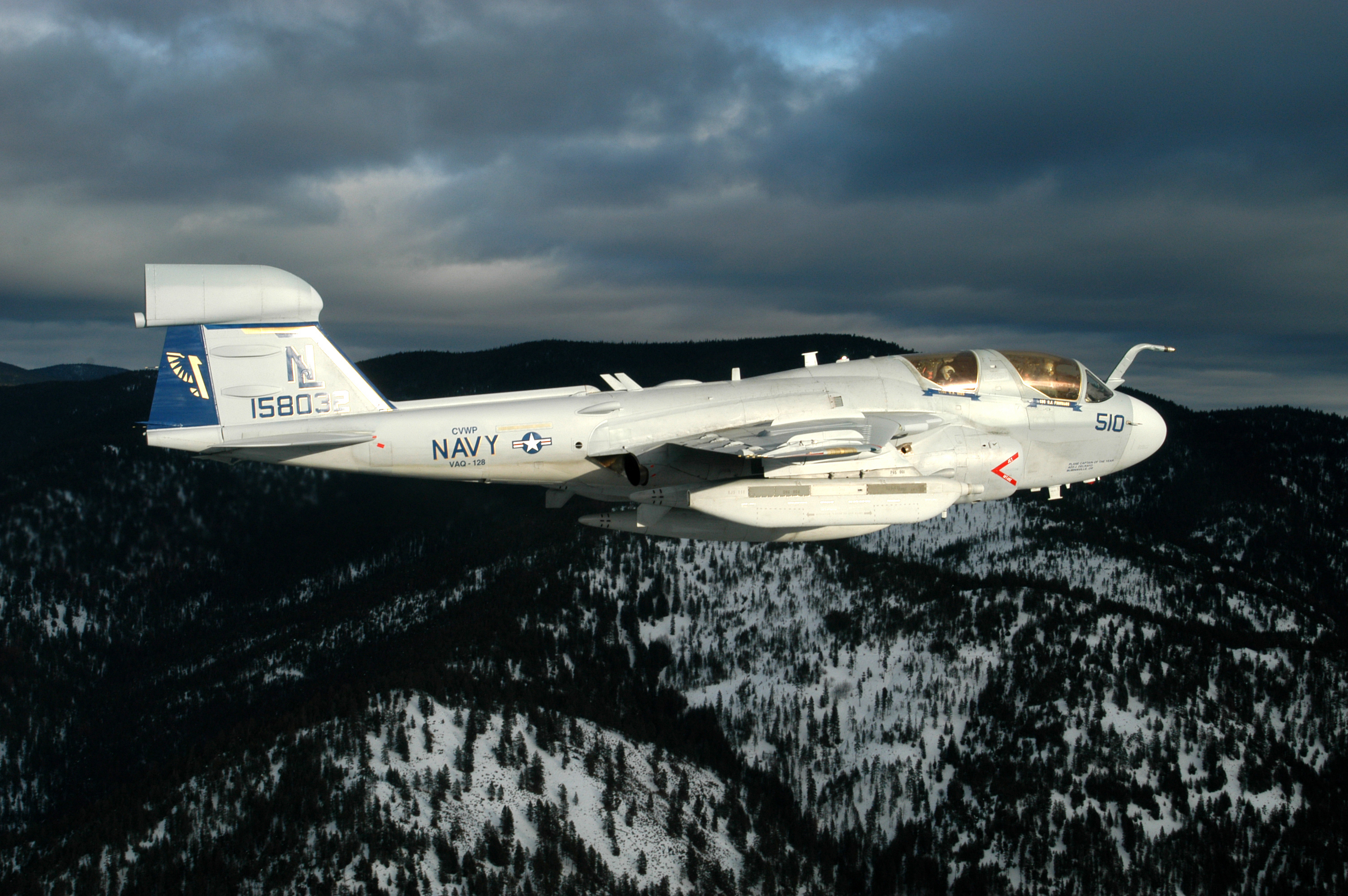
A 158032-es haditengerészeti gép (VAQ–128) az Észak-Cascade hegység felett

Az altípus üzemeltetése során noha nem vesztettek éles bevetésen gépet, de a gyakorlatok során több mint 15 példány megsemmisült, vagy selejtezni kellett.
- 1981. május 26-án egy EA–6B leszállás során nekiütközött a USS Nimitz (CVN–68) szögfedélzetének pereméhez, majd kigyulladt és a fedélzeten megölt 14 embert, 45-öt pedig megsebesített.
- 1990. december 31-én a Perzsa-öböl felé tartó egyik repülőgéphordozó fedélzetén, Bermudától 200 mérföldre keletre egy EA–6B leszállás közben balesetet szenvedett, amikor a fékezőkábel elszakadt. A négy pilóta sikeresen katapultált, a gép a vízbe zuhant. A személyzet utolsó, negyedik tagja, J. Meier hadnagy volt a 6000. kimentett pilóta, akit a Martin–Baker vállalat katapultüléseinek egyike mentett ki repülőgépéből (jelen esetben egy GRUEA7).[18]
- 1998. február 3-án Olaszországban, Cavalese völgyében mélyrepülési gyakorlat során egy sífelvonó lanovka kábelét szakította el az Amerikai Tengerészgyalogság VMAQ–2 századának egyik gépe (BuNo 163045, CY-02, hívójele Easy 01), helyi idő szerint 14:13-kor. A lanovka-konténer 80 métert zuhant, a benne tartózkodó 20 ember meghalt (19 utas és 1 fő kezelő; 8 német, 5 belga, 3 olasz, 2 lengyel, 1–1 osztrák és holland nemzetiségű). A gép, noha egyik szárnyfele és farka megsérült, vissza tudott térni az avianoi légibázisára, javítható maradt. A kivizsgálások során a gép személyzetét nem adta ki az Amerikai Haditengerészet az olaszországi tárgyalások lefolytatására. Az olasz bíróság távollétükben ítélkezett felettük. Az olasz sajtó „Cermis-i mészárlás”-nak nevezte az esetet, a helyi magaslat után. 1999 februárjáig a hozzátartozók 65 ezer USD-os gyorssegélyt kaptak az elhunytak után, amelyet később az amerikaiak kifizettek. Azonban 1999 májusában a Kongresszus elutasított egy olyan benyújtott számlát, mely szerint felállítanak egy 40 millió USD-os alapot a károsultaknak. Végül 1999 decemberében az olasz bíróság jóváhagyott egy pénzügyi kompenzációs tervet, amelyben 1,9 millió USD-t számoltak fel áldozatonként. A NATO megállapodások arra kötelezték az amerikai kormányt, hogy ennek 75 százalékát kifizessék, amit aztán maradéktalanul teljesítettek.[19]
- 1998-ban a NAS Whidbey Island-en megemlékezést tartottak az addig elvesztett 44 főnyi Prowler-személyzetről.
- Kevesebb mint egy év múlva, 1998. november 10-én ez a szám 48-ra nőtt, mikor éjszakai leszállási gyakorlat közben egy EA–6B összeütközött egy S–3 Vikinggel a USS Enterprise (CVN 65) közelében.
- További 5 db gép veszett el 1998-ban, de nincs információ sérülésekről.
- 2003. február 11-én kedden helyi idő szerint 21:15-kor leszállási hiba miatt a Csendes-óceánba esett a VAQ-129 egyik Prowler-e a USS John C. Stennis fedélzetéről. A gépből a három fő sikeresen katapultált és a vízből kimentették őket. A gép egy hadgyakorlatról tért vissza, ahol „ellenséges” radar, adatfolyam és kommunikációs zavarásokat hajtott végre.[20]

- 2008. február 12-én este lezuhant a VAQ–136 egyik Prowler-e (CAW–5) a guami Andersen légitámaszpont közelében.

## Kiállított példányok
- A Naval Air Station (NAS) Whidbey Island légibázison van egy 550-es oldalszámú kiállítva, a 152907-es (VA-545, CVW-2) 500-as A–6B Iron Hand-del együtt.
- A 160786-os gép a japán Kanagava tartomány Ajasze támaszpontján van talapzatra állítva.[21]

### Bibliográfia
- DOTandE FY2003 Annual Report
- Dennis R. Jenkins: Grumman EA-6A Intruder EA–6B Prowler. Aerofax Minigraph 7. ISBN 0-942548-12-4
- Bert Kinzey: Colors and Markings of the EA–6B Prowler. Detail & Scale Aviation Publication, Inc., 1994. In Detail & Scale Volume 46.
- Joe Michaels: EA–6B Prowler. Squadron/Signal Publications, Inc., 2004. Walk Around Number 35. ISBN 0-89747-476-7